# Haushaltstag
Der Haushaltstag (auch Hausarbeitstag, informell auch Hausfrauentag) war im Deutschland des 20. Jahrhunderts ein voll bezahlter, arbeitsfreier Tag, an dem ein Arbeitnehmer sich um Arbeiten im Haushalt und andere Familienangelegenheiten kümmern konnte, ohne dafür extra Urlaubstage in Anspruch nehmen zu müssen. Er wurde erstmals 1943 gesetzlich eingeführt.
Der Haushaltstag wurde nahezu ausschließlich Frauen gewährt und konnte einmal im Monat frei gewählt werden.

## Geschichte

### Deutsches Reich in der Zeit des Nationalsozialismus
In der Zeit des Nationalsozialismus wurde der Haushaltstag 1939 als monatlicher Waschtag von den Nationalsozialisten zugunsten der für die Rüstungswirtschaft kriegsverpflichteten Frauen eingeführt. Er galt ausschließlich für (arische) Frauen. Im Oktober 1943 erhielt der Haushaltstag dann Gesetzesrang für alle (nichtjüdischen) erwerbstätigen Frauen im Deutschen Reich.

### Deutsche Besatzungszeit
Auf Betreiben der DKP-DRP wurde der Haushaltstag 1947/1948 in mehreren Ländern Westdeutschlands wiedereingeführt.

### Bundesrepublik bis 1990
In der Bundesrepublik galt der Haushaltstag nur für Frauen in Bremen, Hamburg, Niedersachsen und Nordrhein-Westfalen. So wurde z. B. in Nordrhein-Westfalen das „Hausarbeitstagsgesetz“ auf Initiative der Kommunistischen Partei am 27. Juli 1948 mit breiter Mehrheit vom Landtag verabschiedet. 
Mit der Einführung der Fünftagewoche nahm laut den Arbeitgebern die Bedeutung des Haushaltstages jedoch ab, denn die Frauen hätten ja nun mehr Zeit. Viele Arbeitgeber versuchten zudem durch Änderung der vertraglich geregelten Wochenarbeitszeit die zu leistende Stundenzahl auf unter 40 h pro Woche zu bringen, da die Gesetzgebung den freien Tag nur für die Frauen vorsah, die 40 Stunden oder mehr pro Woche arbeiten. Die Arbeitgeber versuchten auch, dass unverheiratete Frauen und solche, die keine eigene Wohnung, sondern nur ein Zimmer zur Untermiete hatten, den freien Tag nicht mehr bezahlt bekommen. Teilweise stellten sie die Bezahlung mit dieser Begründung einfach ein. Teile der Arbeitgeberschaft führten mit dieser Begründung sogar Kontrollen an den Meldeadressen der Frauen durch oder legten den Frauen zu unterschreibende Fragebögen vor. Um den Ansinnen der Arbeitgeber gesetzlich entgegenzukommen, hatten 65 Arbeitgeber-Abgeordnete der CDU 1959 einen Gesetzentwurf erarbeitet und ihren Freunden in der Industrie versprochen, die Novelle störungsfrei über die Runden zu bringen. Der Deutsche Gewerkschaftsbund organisierten daraufhin massive Proteste der Frauen. Dazu übermittelte er den betroffenen Frauen die Adressen aller 65 CDU-Politiker und unterstützte auch Hausbesuche bei den Abgeordneten durch die Frauen. Die Proteste führten dazu, dass nur noch wenige von den ursprünglich 65 CDU-Abgeordneten den Gesetzentwurf unterstützten. Das Bundesarbeitsgericht entschied am 16. März 1962 jedoch, dass den freien Tag künftig nur noch diejenigen Frauen erhalten, die Arbeitnehmerinnen mit Familie sind. Die Regel „unverheiratet“ gab es im Gesetz nicht.
1979 wurde der Haushaltstag wegen der Ungleichbehandlung beider Geschlechter vom Bundesverfassungsgericht für verfassungswidrig erklärt. Der durch die Bundesregierung vorgelegte Entwurf eines Arbeitszeitgesetzes vom 25. Mai 1987 sah in § 25 (2) vor, die entsprechenden Regelungen der Länder zum Haushaltsarbeitstag außer Kraft zu setzen; ihre formelle Aufhebung geschah erst 1994 mit Inkrafttreten des Arbeitszeitgesetzes.

### DDR
In der DDR wurde der Haushaltstag 1952 gesetzlich für verheiratete Frauen eingeführt. Ab 1965 galt er auch für unverheiratete Frauen mit Kindern unter 18 Jahren, und 1977 wurde das Anrecht auf den Haushaltstag auch unverheirateten Frauen ab 40 Jahren ohne Kinder sowie teilweise auch Männern (alleinstehend mit Kindern oder mit erkrankter Ehefrau unter bestimmten Bedingungen) zugestanden.
Der Haushaltstag wurde grundsätzlich nur Vollbeschäftigten gewährt.

### Bundesrepublik ab 1990
Nach der Wiedervereinigung wurde der Haushaltstag in allen Bundesländern durch das Arbeitszeitgesetz mit Wirkung zum 1. Juli 1994 abgeschafft.